# Азербайджанский театр оперы и балета имени М. Ф. Ахундова
Азербайджа́нский госуда́рственный академи́ческий теа́тр о́перы и бале́та (азерб. Azərbaycan Dövlət Akademik Opera və Balet Teatrı) — театр оперы и балета в Баку, столице Азербайджана, с 1959 — академический.

## История
На начало 20 века в Баку действовали Театр Тагиева, театр-цирк бр. Никитиных, театр на промыслах Бенкендорфа. Театральные спектакли шли в зданиях Общественного и Морского собраний.
При этом, в Баку не существовало отдельно театра оперы и балета. В 1910 году армяне по национальности братья Маиловы решили на собственном участке в Баку построить большое, современно оснащенное здание нового театра. Младший брат Илья Лазаревич был врачом, старший — Даниил Лазаревич, был бизнесменом, членом учетно-ссудного торгово-промышленного комитета. 2 мая 1910 года бр. Маиловы подали ходатайство в Бакинское градоначальство о строительстве театра. Архитектором здания являлся Н. Баев. Постройка театра окончилась 19 февраля (4 марта) 1911 года.
Театр был открыт 28 февраля (13 марта) 1911 года под названием «Большой оперный театр бр. Маиловых».
Зрительный зал театра вмещал 1281 человек. Первой труппой, выступившей в театре, стала «Русская опера» М. П. Хрюкова. Открытие театра состоялось постановкой оперы «Борис Годунов». (дирижёр — А. И. Асланов).
На сцене театра шли оперные, балетные, драматические спектакли как на азербайджанском так и на русском языке, ставились также и оперетты.
В первые годы на сцене театра были поставлены опера «Лейли и Меджнун» Узеира Гаджибекова, опера «Шах Исмаил» Магомаева, опера «Ашуг Гариб» Зульфугара Гаджибекова, оперы «Демон», «Мазепа», «Евгений Онегин», «Князь Игорь», «Аида», «Фауст», «Кармен», «Тоска»; балеты «Лебединое озеро», «Жизель», «Коппелия».
17 мая 1920 года издан декрет «О национализации театров, кино, музеев». 1 июня 1920 года все театры Баку были переданы в собственность государства. Театр был переименован в Азербайджанский театр оперы и балета.
В сезоне 1924—1925 годов балетная и оперная труппа театра были выделены в самостоятельный коллектив. В этом коллективе были собраны лучшие мастера азербайджанского музыкального театра: 
Бюль-Бюль, Г. К. Сарабский, Г. Гаджибабабеков, Мамед Багиров, Мамед-Ханафи Терегулов, Ш. Мамедова, Севиль Гаджиева, Ф. Мухтарова, А. Рзаева.
- На почтовой марке СССР (1950)
- На почтовой марке Азербайджана (2012)

В сезоне 1924—1925 годов были поставлены опера «Лейли и Меджнун» Узеира Гаджибекова, опера «Шах Исмаил» Магомаева.
в 1925 году « Аршин-мал-алан», опера «Ашуг Гариб» Зульфугара Гаджибекова
В 1929 году опера «Шах Исмаил» Магомаева
В 1930 году театру присвоено имя М. Ф. Ахундова.
17 апреля 1938 года театр был награждён Орденом Ленина за выдающиеся успехи в деле развития азербайджанского оперного искусства.
В 1940 году на сцене театра был поставлен первый азербайджанский балет «Девичья башня» А. Бадалбейли.
Спектакли, поставленные в театре, неоднократно удостаивались Сталинских премий:
- 1941 — «Кёроглы» Узеира Гаджибекова (постановка 1937 года)
- 1958 — «Гюльшен» С. И. Гаджибекова (партия Азада — Константин Баташов, Сталинская премия 2 степени)

## Здание театра
С историей здания Академического театра оперы и балета связывают по меньшей мере две красивые, но не подтвержденные городские легенды.
Любовь, театр и букет
Согласно первой, в 1910 году Баку посетила с гастролями известная певица. Её красота и бесподобный голос очаровали местную публику, а один из братьев-миллионеров Маиловых влюбился в певицу. Он оказывал ей знаки внимания, осыпал золотом и драгоценностями.
Певица провела в Баку около месяца: давала концерты в здании Биржи, в казино «Зимний клуб», в деревянном цирке братьев Никитиных. После окончания гастролей миллионер устроил торжественные проводы певицы. На приеме у неё спросили: «Когда вы еще обрадуете бакинцев своим приездом?» Певица пожала плечами: «Наверное, никогда. Я не привыкла выступать в казино, в цирке. Я просто поражаюсь, почему в вашем прекрасном, богатом городе, где живут такие щедрые рыцари, нет оперного театра, где бы певцы могли демонстрировать своё искусство».
Тогда Маилов спросил: «Ханум, куда вы намерены отправиться сейчас?» Певица ответила, что ей предстоят гастроли в Японию и что через год она вернется в Россию. На что меценат предложил: «Приезжайте в наш город через год. Мы построим достойное вашего искусства здание, а вы его откроете».
Маилов поручил подготовку проекта архитектору Баеву и попросил его выстроить здание, похожее на тифлисскую оперу, только красивее и внушительнее.
После постройки театра Маилов дал певице телеграмму и пригласил на открытие оперы. Она приехала в Баку и приняла участие в торжествах.
Театр открыли оперой «Борис Годунов». После исполнения первой арии певицу осыпали цветами. Сам Маилов преподнес своей возлюбленной венок, составленный из ассигнаций разного достоинства — пятисотенных, сотенных, пятидесятирублевых и четвертных билетов.
В некоторых статьях, опубликованных в Интернете, в качестве таинственной актрисы называют имя Антонины Васильевны Неждановой. Однако она никогда не бывала ни в Баку, ни в Японии. Театр действительно был открыт премьерой «Бориса Годунова». Однако никакой специально приглашенной на женскую роль певицы не было — роль Марины Мнишек исполняла госпожа Ард, входившая в состав гастролирующей весь сезон в Баку труппы «Русской оперы».
Единственным курьезом, привлекшим внимание публики, стал внешний вид одной дамы, облачившейся в мужские шаровары. Её наряд стал самой важной новостью, обсуждавшейся не только зрителями, но и в прессе, в заметках, посвященных открытию театра.
Никаких букетов из денежных ассигнаций и бриллиантов, видимо, не было: об этом не сказано в газетных заметках об открытии театра ни слова, хотя в других заметках о различных бенефисах актеров, гастролирующих в Баку, всегда были упоминания о подарках и букетах, преподнесенных Маиловыми артистам.
Пари миллионеров
Услышав, что братья Маиловы планируют построить театр за один год, Гаджи Зейналабдин Тагиев при встрече с Маиловым поинтересовался, на каком этапе находится строительство. Маилов ответил, что архитектор Баев уже ознакомился с чертежами оперного театра в Тифлисе и, вернувшись в Баку, засел за проект. Гаджи Зейналабдин сказал: «Не представляю, как можно построить такое здание за год! Я сам был каменщиком, подрядчиком, немало домов выстроил. В этом деле, можно сказать, собаку съел и знаю, что это почти невозможно».
На это Маилов ответил: «Гаджи, давай поспорим. Если здание не будет готово за год, я завершу строительство и отдам оперу тебе. Но если я уложусь в срок, то ты возместишь мне затраченные на строительство средства, а здание останется мне». Тагиев согласился. Маилов построил здание за восемь месяцев. Однако никаких письменных подтверждений этого пари пока не найдено.
Независимо от того, правдивы или вымышлены эти события, Азербайджанский государственный театр оперы и балета, несомненно, — украшение и гордость Баку, а опера как культурный элемент нашла своё место в национальном искусстве Азербайджана.

## Труппа театра
С 1934 по 1959 год в театре работала Эльмира Ахундова, заслуженный артист Азербайджанской ССР.
В труппе театра на 1960 год состояли певцы — народные артисты СССР: Бюль-Бюль, Рашид Бейбутов, Шовкет Мамедова; дирижёр Ниязи Зульфугар оглы Тагизаде-Гаджибеков. Главным режиссёром театра был народный артист Азербайджанской ССР М. А. Мамедов.

## Выдающиеся постановки прошлых лет

### Оперы
- «Шах-Сенэм» Глиэра[5]
- 1935 — «Наргиз» Магомаева
- 1937 — «Кёроглы» Узеира Гаджибекова (в 1941 году удостоен Сталинской премии).

### Балеты
- 1979 — «Тысяча и одна ночь» Фикрета Амирова (в 1980 году удостоен Государственной премии СССР), хореограф Наиля Назирова

## Личности

### Дирижеры
- Абдуллаев, Кемал Джан-Бахиш оглы
- Бадалбейли, Афрасияб Бадалбек оглы
- Гаджибеков, Узеир Абдул-Гусейн оглы
- Магомаев, Муслим Магометович (старший)
- Павлов-Арбенин, Александр Васильевич
- Тагизаде-Гаджибеков, Ниязи Зульфугар оглы (Ниязи)

### Режиссёры
- Шарифзаде, Аббас-Мирза Мирза Абдул-Расул оглы
- Бадалбейли, Шамси Бадал оглы
- Искендеров, Адиль Рза оглы

### Солисты оперы
- Абайшвили Лариса Николаевна
- Агакулиев Эльхан Гасан оглы
- Азрикан Арнольд Григорьевич
- Аксёнова Ия Владимировна
- Араблинский, Гусейн Мамед оглы
- Атакишиев, Рауф Исрафил оглы
- Бадиров, Мурсал Тагиевич
- Бадирова, Татьяна Багратовна
- Бейбутов, Рашид Маджид оглы
- Бюль-Бюль
- Валацци, Нина Ринальдовна
- Гаджибабабеков, Гусейнага Султан оглы
- Курбанов, Валерий Белялович
- Иманов, Лютфияр Муслим оглы
- Касимова, Фидан Экрем кызы
- Касимова, Хураман Экрем кызы
- Книжников Константин Львович
- Магомаев, Муслим Магометович
- Мамедова, Шовкет Гасан кызы
- Мухтарова, Фатьма Саттаровна
- Никольский, Василий Алексеевич
- Рзаева, Агигат Али кызы
- Сарабский, Гусейнкули
- Титаренко, Мария Сергеевна
- Топчиева-Василевская Пиама Александровна

### Артисты балета
- Алиева, Медина Вагиф кызы
- Алмасзаде, Гамэр Гаджиага кызы
- Ахундова, Рафига Гаджи кызы
- Бабаева, Чимназ Мамед кызы
- Баташов, Константин Николаевич
- Векилова, Лейла Махат кызы
- Вронский, Вахтанг Иванович
- Гавриков, Михаил Александрович
- Григорян Рафаэль Гургенович
- Косова, Тамара Владимировна
- Мирзоев, Гюльагаси Ага Гусейн оглы
- Плетнев, Владимир Николаевич
- Фатуллаев, Заур Рагим оглы
- Ширалиева, Тамилла Худадат кызы

## Современная труппа театра
Современная труппа театра (2010-е — по наст. вр.) включает в себя вокальную труппу, балетную труппу, хор, симфонический оркестр.
- ведущие солисты народный артист республики Али Аскеров, Акрам Поладов, Шахлар Гулиев, также — Фидан Гаджиева, Фарида Мамедова, Гюльназ Исмайлова, Сабина Асадова, Инара Бабаева, Антон Ферштандт, Афаг Аббасова[7]
- молодые вокалисты — Фарид Алиев, Алиахмед Ибрагимов, Турал Агасиев, Талят Гусейнов
- Концертмейстеры — Вафа Азизова, Маликов Надир, Исмаилова Балаханим
 В оркестре представлены скрипки, виолончель, тар, флейта, гобой, кларнет, валторна, тромбон, арфа.
- Главный дирижёр — Джаваншир Джафаров, народный артист Азербайджана
- Руководитель хора — Севиль Гаджиева, заслуженный деятель искусств Азербайджана
- Режиссёр-постановщик — Гусейн Алиев, заслуженный артист Азербайджана, профессор

## Современный репертуар
- «Кармен (опера)», Жорж Бизе, в 4 актах, либретто Мельяка и Галеви
- «Тоска (опера)», Джакомо Пуччини
- «Плащ (опера)», Джакомо Пуччини
- «Кёроглы (опера)», Узеир Гаджибеков
- «Семь красавиц (балет)», Кара Караев
- «Не та, так эта», Узеир Гаджибеков
- «Служанка-госпожа (опера)», Джованни Баттиста Перголези

Репертуар театра состоит как из мировых опер и балета, так и произведений национальных авторов. Также в репертуар театра входят и спектакли для детей, как, например, сказка-опера «Джиртдан» Назима Аливердибекова.. Периодически ставятся премьеры, а также приглашаются артисты из-за рубежа, в том числе Молдавии, Украины для участия в спектаклях.
Симфонический оркестр театра с 2008 года (в том числе и в 2012, 2013 г.) принимает участие в фестивале «Гут Имлинг» оперного искусства в Германии (по приглашению)
Театр также выступает на гастролях.
По традиции, каждый сезон театр открывает постановкой Узеира Гаджибекова.
3 октября 2023 года состоялась премьера оперы «Пиковая дама».

## Участие в международных фестивалях
Балетная труппа театра примет участие на музыкальном балетном фестивале «Nervi Rozza 2024», который пройдёт с 28 июня по 28 июля 2024 года в Италии. Труппой будет представлен балет «Легенда о любви».
В июне 2024 года на международном фестивале балета «В честь Екатерины Максимовой» в Челябинске будет представлен балет «Тысяча и одна ночь».

## Гастроли
В июле и августе 2024 года состоятся показы азербайджанского балета в Генуе и Вероне.
- Здание театра (1911)
- Здание оперы (1954)
- Здание оперы (2011)
- Театральная афиша оперы "Лейли и Меджнун" Узеира Гаджибекова (2016).